# Acacia cuneifolia
Acacia cuneifolia é uma espécie de leguminosa do gênero Acacia, pertencente à família Fabaceae.